# Slöjd

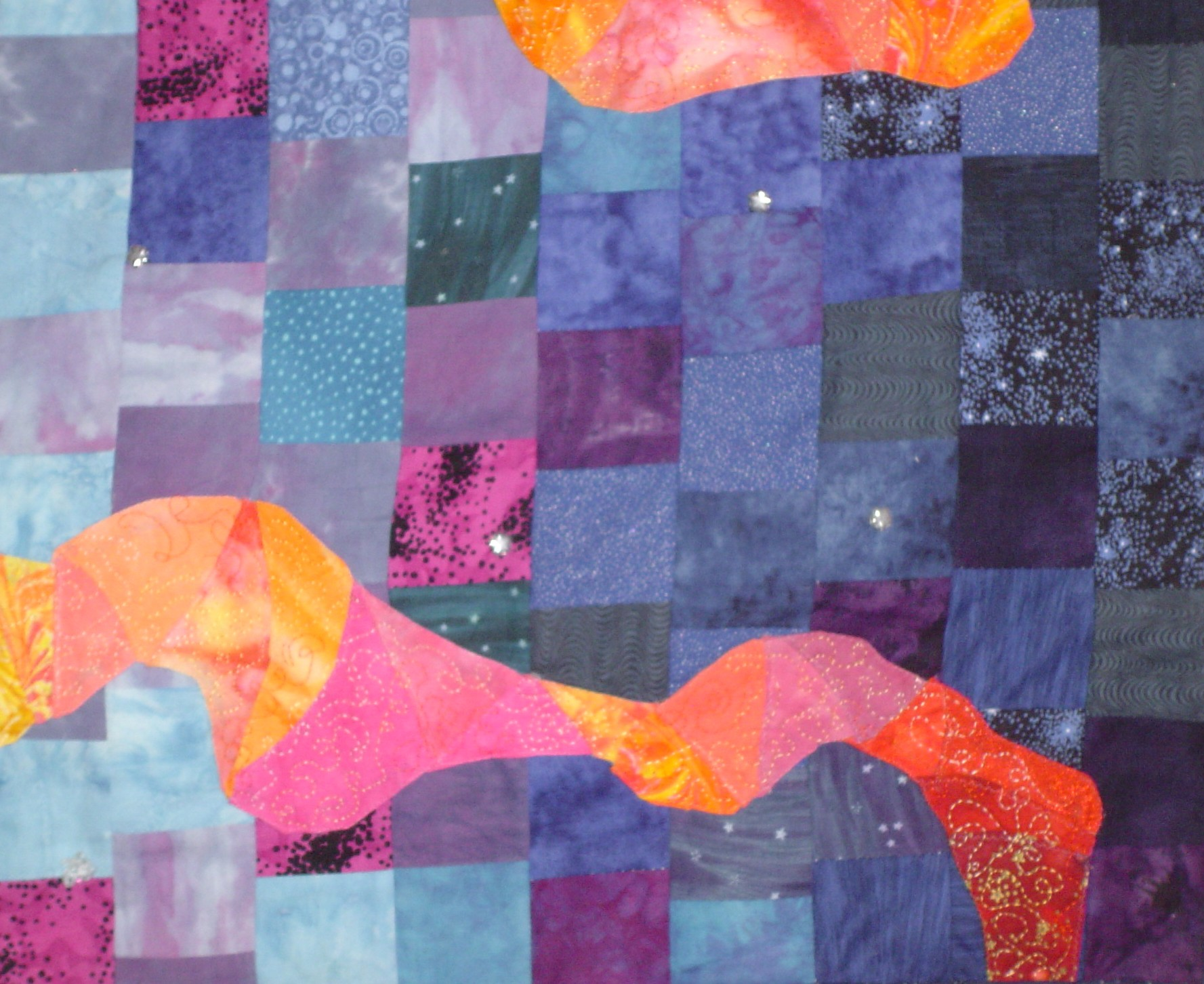
Lappendeken

Slöjd is een Zweedse onderwijsmethode. Het woord betekent zoveel als ambachten, handwerken, handvaardigheid of handwerk. Het gaat daarbij vooral om houtwerk, maar ook om papier vouwen, naaien, borduren, breien en haken. Ambachtelijke voorwerpen zijn hierbij sterk verbonden met culturele en individuele expressie. Slöjd werd als schoolvak geïntroduceerd in 1878.

## Opvoedkundig
Otto Salomon begon in de jaren aan een lerarenopleiding in Nääs, tegenwoordig een deel van de Zweedse gemeente Lerum. Hij zag slöjd als vormend voor het karakter van de kinderen en bevorderend voor moreel gedrag en intelligentie. Slöjd bevorderde de vroege ontwikkeling van manuele training en legde de basis voor kunst, industrieel onderwijs en technisch onderwijs. De school trok studenten van over de hele wereld en was actief tot rond 1960.

## Tegenwoordig
Tegenwoordig krijgen Zweedse schoolkinderen slöjd tussen hun negende en vijftiende jaar. Leerdoelen zijn daarbij:
- het ontwikkelen van het vermogen om te creëren en ontwerpen van zelfgemaakte producten in verschillende materialen
- het beheer gereedschap en materialen
- expressie van culturele en esthetische waarden